# Граф Сноудон
Граф Сноудон (англ. Earl of Snowdon) — наследственный титул в системе Пэрства Соединённого королевства. Он был создан 6 октября 1961 года для английского фотографа и кинорежиссера Энтони Армстонга-Джонса (1930 — 2017) вместе с дополнительным титулом виконта Линли из Ньюманса в графстве Суссекс. Энтони Армстронг-Джонс с 1960 года был женат на принцессе Маргарет Роуз Виндзор (1930 — 2002), второй дочери короля Великобритании Георга VI и младшей сестре королевы Елизаветы II.
В 1726 году титул барона Сноудона вместе с титулом герцога Эдинбургского был пожалован принцу Фредерику Уэльскому (1707 — 1751), старшему сыну короля Великобритании Георга II и Каролины Ансбахской. В 1760 году, когда его старший сын Георг III (1738 — 1820) стал королём Великобритании, титул барона Сноудона отошёл к короне.
В ноябре 1999 года лорд Сноудон получил звание пожизненного пэра в качестве барона Армстронг-Джонса, чтобы сохранить своё место в Палате лордов Великобритании после принятия акта о пэрах 1999 года.

## Графы Сноудон (1961)
- Энтони Чарльз Роберт Армстронг-Джоунз, 1-й граф Сноудон (7 марта 1930 — 13 января 2017), единственный сын адвоката Рональда Оуэна Ллойда Армстронга-Джонса (1899—1966) и его первой жены Энн Мессель (1902 — 1992);
- Дэвид Альберт Чарльз Армстронг-Джонс, 2-й граф Сноудон (род. 3 ноября 1961), единственный сын предыдущего от первого брака с принцессой Маргарет Роуз Виндзор;
  - Наследник: Чарльз Патрик Иниго Армстронг-Джонс, виконт Линли (род. 2 июля 1999), единственный сын предыдущего.